# دوشان دوموفيتش بولوت
دوشان دوموفيتش بولوت (بالصربية:  Душан Домовић Булyт) (مواليد 23 أكتوبر 1985)، هُو لاعب كرة سلة صربي يُشارك مع منتخب صربيا لكرة السلة 3x3.
شارك دوشان دوموفيتش بولوت مع مُنتخب بلاده في دورة الألعاب الأولمبية الصيفية 2020 في طوكيو، بحيث أحرز مع باقي أفراد المُنتخب الميدالية البرونزية الخاصة بمُسابقة كُرة السلة 3x3.

## وصلات خارجية
- دوشان دوموفيتش بولوت على موقع fiba3x3.com (الإنجليزية)
- دوشان دوموفيتش بولوت على موقع كرة السلة الأوروبية.كوم (الإنجليزية)
- دوشان دوموفيتش بولوت على موقع ريلجم (الإنجليزية)
- دوشان دوموفيتش بولوت على موقع بروبوليرز (الإنجليزية)
- دوشان دوموفيتش بولوت على موقع اللجنة الأولمبية الدولية (الإنجليزية)
- دوشان دوموفيتش بولوت على موقع أوليمبيديا (الإنجليزية)
- دوشان دوموفيتش بولوت على موقع اللجنة الأولمبية الصربية (الصربية)